# Golo-Djigbé
Golo-Djigbé ist ein Arrondissement im Departement Atlantique in Benin. Es ist eine Verwaltungseinheit, die der Gerichtsbarkeit der Kommune Abomey-Calavi untersteht. Gemäß der Volkszählung von 2013 hatte Golo-Djigbé 28.103 Einwohner, davon waren 13.716 männlich und 14.387 weiblich.
Das Arrondissement soll Standort für den Flughafen Glo-Djigbé sein, der seit den 1970er Jahren als Ersatz für den Flughafen Cadjehoun in Cotonou geplant ist.
Die Stadt ist entlang der RNIE2 gebaut, welche von Niger bis nach Cotonou verläuft. Seit November 2024 ist es an das Netz der Müllabfuhr in Benin angeschlossen.